# 塔克西姆广场

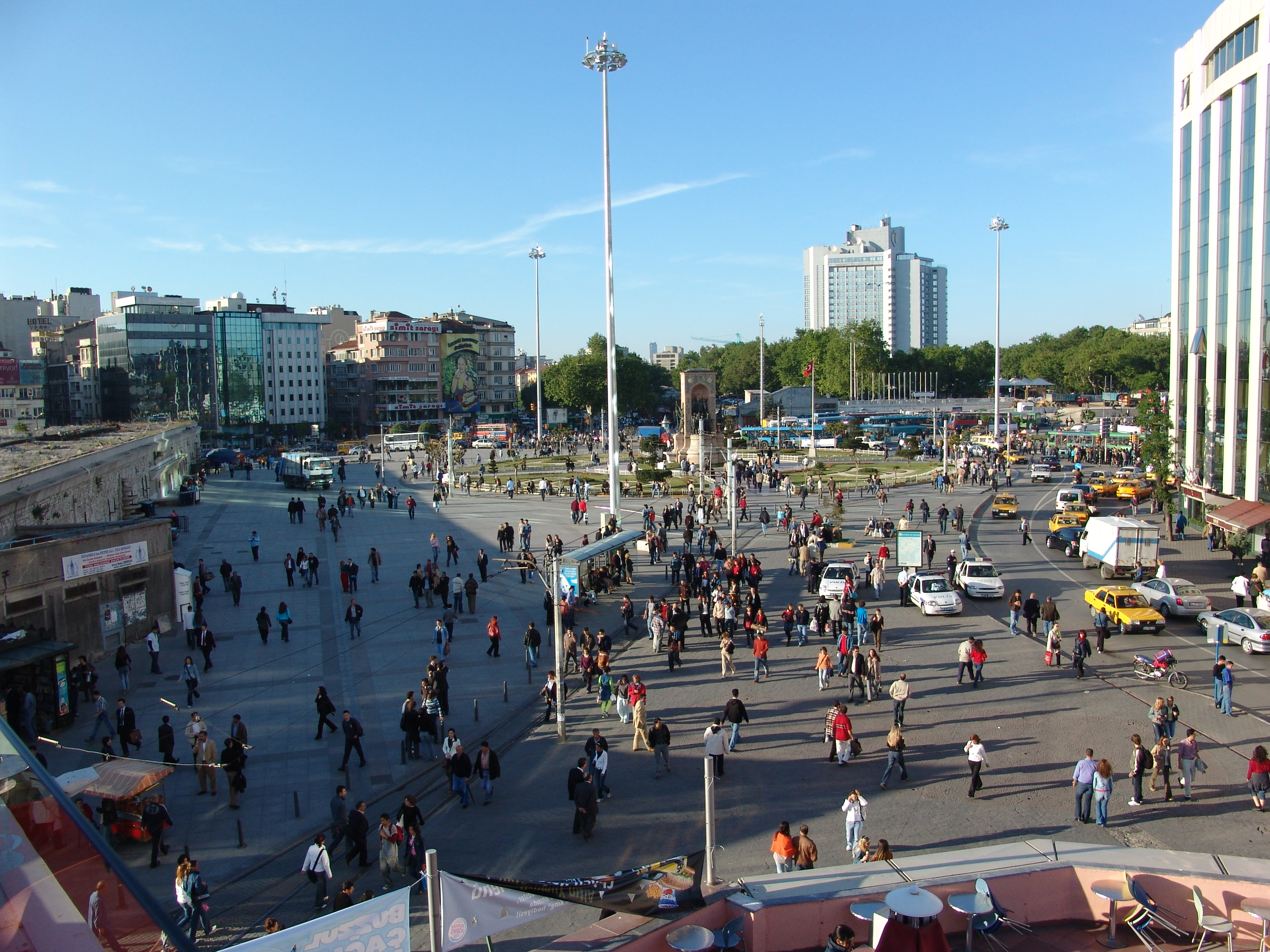
塔克西姆广场

塔克西姆广场（土耳其語：Taksim Meydanı）位于土耳其伊斯坦布尔的欧洲部分，是一个大型购物旅游休闲区，以餐厅、商店和饭店闻名。它被认为是现代伊斯坦布尔的心脏，广场上的共和国纪念碑（Cumhuriyet Aniti）建于1928年，以纪念土耳其共和国成立。

## 历史
塔克西姆一词来自阿拉伯语 taqṣīm，意思是“分配”。来自伊斯坦布尔北部的主要供水管道原来在此分支到全市各处（因此得名，是由苏丹马哈茂德一世创立。这个广场得名于位于该地区的石头水库。此外，塔克西姆也可以指土耳其古典音乐的一种即兴音乐形式。此处原本还有一个19世纪建造的军事用地，在1940年代初拆除。

## 现状
塔克西姆广场是一个主要的交通枢纽，一条长长的步行购物街独立大街结束于这个广场，怀旧电车从广场沿大街行驶，结束于杜乃尔（1875年，世界上历史第二悠久的地铁线，仅次于伦敦地铁）附近。塔克西姆广场周围有许多旅行社，酒店，餐馆，酒馆，和国际快餐连锁店，如必胜客，麦当劳和汉堡王。塔克西姆广场集中了伊斯坦布尔的一些豪华酒店，包括洲际，丽思卡尔顿和马尔马拉酒店。
塔克西姆广场也是举行如游行、新年庆祝活动或其他社会公众活动的集会地点。
阿塔图尔克文化中心（土耳其語：Atatürk Kültür Merkezi）是一个多功能的文化中心和歌剧院，也位于塔克西姆广场。

## 交通
塔克西姆广场是伊斯坦布尔公共交通的重要枢纽。除了作为公共汽车系统的主要换乘站之外，塔克西姆广场也是Levent -塔克西姆地铁线的终点站。独立大街-杜乃尔怀旧电车线也开始于塔克西姆。
2006年6月29日，连接塔克西姆地铁站与Kabataş电车站和海港的缆车线路开通，在短短110秒可上升到塔克西姆。

## 示威
塔克西姆广场曾是政治抗议的重要场所。来自土耳其各方的政治团体以及许多非政府组织活跃于这个广场。1969年2月16日，大约150名左派示威者在与右翼团体的冲突中受伤，称为“血腥星期日”。1977年5月1日劳动节，发生塔克西姆广场屠杀事件，36名左翼示威者被来历不明的枪手打死。经过许多其他暴力事件，禁止在广场举行一切形式的群体抗议，全天24小时警察守卫，以防止任何事故。塔克西姆广场也是发生2000年足球骚乱的地点，欧洲杯半决赛前夜，两名利兹联队球迷在与加拉塔萨雷队球迷冲突中死亡。